# Commonwealth War Graves
Les sépultures Commonwealth War Graves sont localisées sur l'ensemble du globe terrestre, correspondent aux 1re et 2e guerres mondiales, et sont entretenues par la CWGC.
Ci-dessous, sont listés uniquement les cimetières militaires britanniques, canadiens et australiens établis durant la Première Guerre mondiale sur les fronts de France et de Belgique.

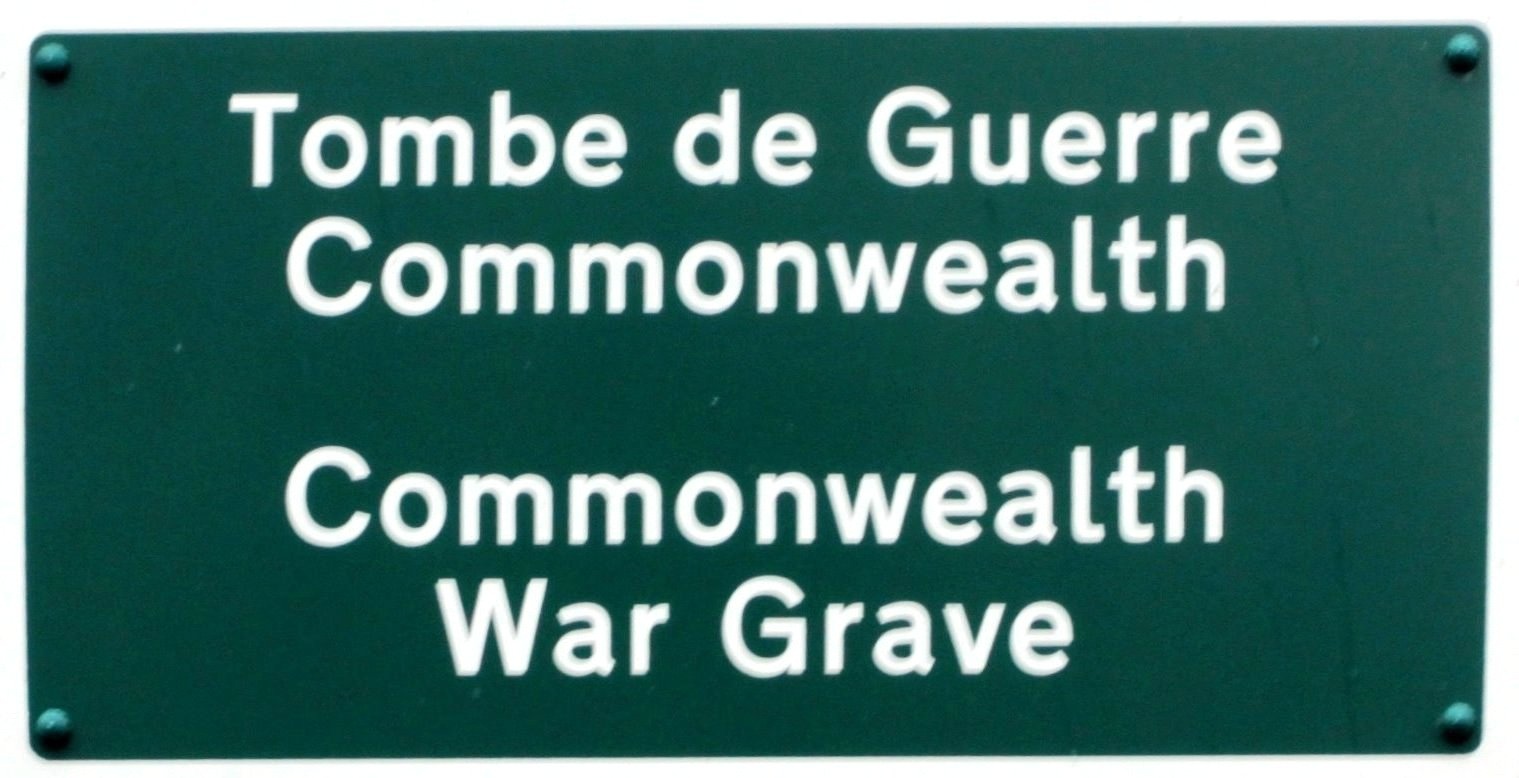
Panneau signalant un cimetière déclaré tombeau Commonwealth.

## Belgique

### Anvers
| Commune | cimetière                  |
| ------- | -------------------------- |
| Anvers  | Schoonselhof Cemetery (en) |

### Brabant Flamand
| Commune | cimetière                    |
| ------- | ---------------------------- |
| Hal     | Halle Communal Cemetery (nl) |

### Bruxelles-Capitale
| Commune | cimetière              |
| ------- | ---------------------- |
| Evere   | Brussels Town Cemetery |

### Flandre-Occidentale
| Commune                     | cimetière |
| --------------------------- | --- |
| Anseghem                    | Cimetière militaire d'Ingoyghem                                                                                       |
| La Panne                    | Adinkerke Churchyard Extension Adinkerke Military Cemetery                                                            |
| Poperingue                  | Abeele Aerodrome Military Cemetery (en)                                                                               |
| Ypres                       | Aeroplane Cemetery (nl) Artillery Wood Cemetery (en) Bedford House Cemetery (en) Belgian Battery Corner Cemetery (nl) |
| Ypres (Section de Boezinge) | Bard Cottage Cemetery                                                                                                 |

### Hainaut
| Commune                                 | cimetière                                                                                 |
| --------------------------------------- | ----------------------------------------------------------------------------------------- |
| Comines-Warneton Section de Ploegsteert | Extension du cimetière militaire britannique de Berks Ploegsteert Memorial to the Missing |
| Quiévrain                               | Audregnies Communal Cemetery (nl)                                                         |
| Saint-Symphorien                        | Cimetière militaire germano-britannique de Saint-Symphorien                               |
| Marcinelle                              | Cimetière germano-britannique                                                             |

### Namur
| Commune | cimetière         |
| ------- | ----------------- |
| Namur   | Belgrade Cemetery |

## France

### Aisne

#### Arrondissement de Château-Thierry
| Commune             | cimetière                            |
| ------------------- | ------------------------------------ |
| Montreuil-aux-Lions | Montreuil-aux-Lions British Cemetery |

#### Arrondissement de Laon
| Commune                         | cimetière                                       |
| ------------------------------- | ----------------------------------------------- |
| Chauny                          | Chauny Communal Cemetery British Extension      |
| La Ville-aux-Bois-lès-Pontavert | La Ville-aux-Bois British Cemetery              |
| Montcornet                      | Montcornet Military Cemetery                    |
| Pontavert                       | Nécropole nationale de Pontavert                |
| Saint-Erme-Outre-et-Ramecourt   | Saint-Erme Communal Cemetery Extension          |
| Sissonne                        | Sissonne British Cemetery                       |
| Vendresse-Beaulne               | Vendresse British Cemetery Vendresse Churchyard |

#### Arrondissement de Saint-Quentin
| Commune             | cimetière                                                                  |
| ------------------- | -------------------------------------------------------------------------- |
| Annois              | Annois Communal Cemetery                                                   |
| Attilly             | Marteville Communal Cemetery                                               |
| Beaurevoir          | Beaurevoir British Cemetery Beaurevoir Communal Cemetery British Extension |
| Bellicourt          | Bellicourt British Cemetery                                                |
| Brancourt-le-Grand  | Brancourt-le-Grand Military Cemetery                                       |
| Bellenglise         | La Baraque British Cemetery                                                |
| Caulaincourt        | Trefcon British Cemetery                                                   |
| Foreste             | Foreste Communal Cemetery                                                  |
| Fresnoy-le-Grand    | Fresnoy-le-Grand Communal Cemetery Extension                               |
| Gouy                | Guizancourt Farm Cemetery, Gouy Prospect Hill Cemetery, Gouy               |
| Hargicourt          | Hargicourt British Cemetery Hargicourt Communal Cemetery Extension         |
| Holnon              | Chapelle British Cemetery                                                  |
| Jeancourt           | Jeancourt Communal Cemetery Extension                                      |
| Joncourt            | Joncourt British Cemetery Joncourt East British Cemetery                   |
| Magny-la-Fosse      | Uplands Cemetery                                                           |
| Maissemy            | Vadencourt British Cemetery                                                |
| Montbrehain         | Calvaire Cemetery High Tree Cemetery Montbrehain British Cemetery          |
| Pontru              | Berthaucourt Communal Cemetery, Pontru                                     |
| Prémont             | Prémont British Cemetery                                                   |
| Ramicourt           | Ramicourt British Cemetery                                                 |
| Savy                | Savy British Cemetery                                                      |
| Sequehart           | Sequehart British Cemetery N°1 Sequehart British Cemetery N°2              |
| Serain              | Serain Communal Cemetery Extension                                         |
| Seraucourt-le-Grand | Grand-Seraucourt British Cemetery                                          |
| Vendhuile           | Unicorn Cemetery, Vendhuile                                                |
| Vermand             | Vermand Communal Cemetery                                                  |

#### Arrondissement de Soissons
| Commune           | cimetière                              |
| ----------------- | -------------------------------------- |
| Braine            | Braine Communal Cemetery (nl)          |
| Buzancy           | Buzancy Military Cemetery              |
| Crouy             | Nécropole nationale de Crouy-Vauxrot   |
| Oulchy-le-Château | Oulchy-le-Château Churchyard Extension |
| Vailly-sur-Aisne  | Vailly-sur-Aisne British Cemetery      |
| Vauxbuin          | Nécropole nationale de Vauxbuin        |
| Villemontoire     | Raperie British Cemetery               |
| Villers-Cotterêts | Guard's Grave (en)                     |

#### Arrondissement de Vervins
| Commune           | cimetière                                     |
| ----------------- | --------------------------------------------- |
| Étreux            | Etreux British Cemetery                       |
| Guise             | Nécropole nationale mixte de la Désolation    |
| La Vallée-Mulâtre | La Vallée-Mulâtre Communal Cemetery Extension |
| Vaux-Andigny      | Vaux-Andigny British Cemetery                 |

### Ardennes

#### Arrondissement de Rethel
| Commune | cimetière                     |
| ------- | ----------------------------- |
| Rethel  | Nécropole nationale de Rethel |

#### Arrondissement de Sedan
| Commune | cimetière                                                               |
| ------- | ----------------------------------------------------------------------- |
| Sedan   | Sedan (St-Charles) Communal Cemetery Nécropole nationale de Sedan-Torcy |

### Bouches-du-Rhône

#### Arrondissement de Marseille
| Commune   | cimetière              |
| --------- | ---------------------- |
| Marseille | Mazargues War Cemetery |

### Calvados

#### Arrondissement de Lisieux
| Commune     | cimetière                     |
| ----------- | ----------------------------- |
| Tourgéville | Tourgéville Military Cemetery |

### Manche

#### Arrondissement de Cherbourg-Octeville
| Commune     | cimetière                                   |
| ----------- | ------------------------------------------- |
| Tourlaville | Tourlaville Communal Cemetery and Extension |

### Marne

#### Arrondissement deChâlons-en-Champagne
| Commune              | cimetière                                   |
| -------------------- | ------------------------------------------- |
| Châlons-en-Champagne | Nécropole nationale de Châlons-en-Champagne |

#### Arrondissement de Reims
| Commune                | cimetière                                          |
| ---------------------- | -------------------------------------------------- |
| Bouilly                | Cimetière militaire britannique de Bouilly (Marne) |
| Chambrecy              | Cimetière militaire britannique de Chambrecy       |
| Courmas                | Courmas British Cemetery                           |
| Hermonville            | Hermonville Military Cemetery                      |
| Jonchery-sur-Vesle     | Jonchery-sur-Vesle British Cemetery                |
| Marfaux                | Marfaux British Cemetery (nl)                      |
| La Neuville-aux-Larris | La Neuville-aux-Larris Military Cemetery (nl)      |

#### Arrondissement d'Épernay
| Commune      | cimetière                 |
| ------------ | ------------------------- |
| Saint-Imoges | St.Imoges Churchyard (nl) |
| Sézanne      | Sezanne Communal Cemetery |

### Moselle

#### Arrondissement de Metz-Ville
| Commune | cimetière                        |
| ------- | -------------------------------- |
| Metz    | Nécropole nationale de Chambière |

#### Arrondissement de Sarreguemines
| Commune  | cimetière                  |
| -------- | -------------------------- |
| Sarralbe | Sarralbe Military Cemetery |

### Nord

#### Arrondissement d'Avesnes-sur-Helpe
| Commune               | cimetière                                                                     |
| --------------------- | ----------------------------------------------------------------------------- |
| Aulnoye-Aymeries      | Aulnoye Communal Cemetery                                                     |
| Avesnes-sur-Helpe     | Avesnes-sur-Helpe Communal Cemetery                                           |
| Berlaimont            | Berlaimont Communal Cemetery Extension                                        |
| Dourlers              | Dourlers Communal Cemetery                                                    |
| Englefontaine         | Englefontaine British Cemetery                                                |
| Fontaine-au-Bois      | Cross Roads Cemetery, Fontaine-au-Bois Fontaine-au-Bois Communal Cemetery     |
| Forest-en-Cambrésis   | Forest Communal Cemetery (nl)                                                 |
| Ghissignies           | Ghissignies British Cemetery                                                  |
| Glageon               | Glageon Communal Cemetery and Extension                                       |
| Haucourt-en-Cambrésis | Haucourt Communal Cemetery (nl)                                               |
| Hautmont              | Hautmont Communal Cemetery                                                    |
| Landrecies            | Landrecies British Cemetery Landrecies Communal Cemetery                      |
| Le Quesnoy            | Le Quesnoy Communal Cemetery (nl) Le Quesnoy Communal Cemetery Extension (nl) |
| Maubeuge              | Maubeuge Centre Cemetery Maubeuge (Sous-le-Bois) Cemetery                     |
| Poix-du-Nord          | Poix-du-Nord Communal Cemetery Extension                                      |
| Pont-sur-Sambre       | Pont-sur-Sambre Communal Cemetery                                             |
| Preux-au-Bois         | Preux-au-Bois Communal Cemetery                                               |
| Ruesnes               | Ruesnes Communal Cemetery                                                     |
| Vendegies-au-Bois     | Vendegies-au-Bois British Cemetery                                            |
| Villers-Pol           | Villers-Pol Communal Cemetery Extension                                       |

#### Arrondissement de Cambrai
| Commune                  | cimetière |
| ------------------------ | --- |
| Anneux                   | Anneux British Cemetery |
| Awoingt                  | Awoingt British Cemetery |
| Beaurain                 | Beaurain British Cemetery |
| Bermerain                | Bermerain Communal Cemetery Vendegies Cross Roads British Cemetery, Bermerain                                                         |
| Bertry                   | Bertry Communal Cemetery |
| Béthencourt              | Bethencourt Communal Cemetery |
| Briastre                 | Bellevue British Cemetery Briastre |
| Busigny                  | Busigny Communal Cemetery Extension                                                                                                   |
| Cambrai                  | Cambrai East Military Cemetery Porte de Paris Cemetery                                                                                |
| Cantaing-sur-Escaut      | Cantaing British Cemetery |
| Capelle                  | Capelle-Beaudignies Road Cemetery |
| Carnières                | Carnières Communal Cemetery |
| Le Cateau-Cambrésis      | Highland Cemetery Le Cateau Communal Cemetery Le Cateau Military Cemetery Quietiste Military Cemetery                                 |
| Caudry                   | Caudry British Cemetery Caudry Old Communal Cemetery (nl)                                                                             |
| Crèvecœur-sur-l'Escaut   | Bois-des-Angles British Cemetery |
| Doignies                 | Louverval Military Cemetery Mémorial de Louverval                                                                                     |
| Esnes                    | Esnes Communal Cemetery |
| Flesquières              | Flesquières Hill British Cemetery Orival Wood Cemetery Flesquières                                                                    |
| Fontaine-au-Pire         | Fontaine-au-Pire Communal Cemetery (nl)                                                                                               |
| Fontaine-Notre-Dame      | Fontaine-Notre-Dame Crest Cemetery |
| Gouzeaucourt             | Gouzeaucourt New British Cemetery |
| Haynecourt               | Haynecourt British Cemetery |
| Honnechy                 | Honnechy British Cemetery |
| Inchy                    | Inchy-Beaumont Communal Cemetery Extension                                                                                            |
| Iwuy                     | Iwuy Communal Cemetery Niagara Cemetery, Iwuy                                                                                         |
| Ligny-en-Cambrésis       | Ligny-en-Cambrésis Communal Cemetery                                                                                                  |
| Marcoing                 | Marcoing British Cemetery Masnières British Cemetery                                                                                  |
| Maurois                  | Maurois Communal Cemetery |
| Mœuvres                  | Mœuvres British Cemetery Mœuvres Communal Cemetery Extension                                                                          |
| Montay                   | Montay British Cemetery Montay-Neuvilly Road Cemetery Selridge British Cemetery                                                       |
| Naves                    | Naves Communal Cemetery Extension |
| Neuvilly                 | Neuvilly Communal Cemetery Extension                                                                                                  |
| Noyelles-sur-Escaut      | Noyelles-sur-Escaut Communal Cemetery Extension                                                                                       |
| Ors                      | Ors British Cemetery Ors Communal Cemetery                                                                                            |
| Pommereuil               | Pommereuil British Cemetery |
| Proville                 | Proville British Cemetery |
| Quiévy                   | Quievy Communal Cemetery Extension |
| Ramillies                | Ramillies British Cemetery |
| Raillencourt-Sainte-Olle | Drummond Cemetery, Raillencourt Raillencourt Communal Cemetery Extension Sainte-Olle British Cemetery                                 |
| Rejet-de-Beaulieu        | Rejet-de-Beaulieu Communal Cemetery                                                                                                   |
| Ribécourt-la-Tour        | Ribécourt British Cemetery Ribécourt Railway Cemetery Ste.Olle British Cemetery                                                       |
| Rieux-en-Cambrésis       | Wellington Cemetery Rieux-en-Cambrésis                                                                                                |
| Romeries                 | Romeries Communal Cemetery Extension Vertigneul Churchyard, Romeries                                                                  |
| Rumilly-en-Cambrésis     | Rumilly-en-Cambrésis Communal Cemetery Extension                                                                                      |
| Sailly-lez-Cambrai       | Cantimpré Canadian Cemetery, Sailly                                                                                                   |
| Saint-Aubert             | Saint-Aubert British Cemetery |
| Saint-Souplet            | St.Souplet British Cemetery |
| Saint-Vaast-en-Cambrésis | St-Vaast-en-Cambrésis Communal Cemetery Extension                                                                                     |
| Sancourt                 | Sancourt British Cemetery |
| Séranvillers-Forenville  | Forenville Military Cemetery |
| Solesmes                 | Amerval Communal Cemetery Extension Oviller New Communal Cemetery Solesmes British Cemetery                                           |
| Sommaing                 | Canonne Farm British Cemetery |
| Tilloy-lez-Cambrai       | Tilloy Canada Cemetery Mill Switch British Cemetery, Tilloy-lez-Cambrai                                                               |
| Troisvilles              | Troisvilles Communal Cemetery |
| Vendegies-sur-Écaillon   | Crucifix Cemetery |
| Vertain                  | Vertain Communal Cemetery Extension                                                                                                   |
| Viesly                   | Viesly Communal Cemetery |
| Villers-en-Cauchies      | Villers-en-Cauchies Communal Cemetery                                                                                                 |
| Villers-Guislain         | Gauche Wood Cemetery Meath Cemetery Targelle Ravine British Cemetery Villers-Guislain Communal Cemetery Villers Hill British Cemetery |
| Villers-Plouich          | Fifteen Ravine British Cemetery Sunken Road Cemetery Villers-Plouich Villers-Plouich Communal Cemetery (nl)                           |
| Villers-Outréaux         | Moulin-de-Pierre British Cemetery |

#### Arrondissement de Douai
| Commune       | cimetière                      |
| ------------- | ------------------------------ |
| Auberchicourt | Auberchicourt British Cemetery |
| Cuincy        | Douai British Cemetery         |

#### Arrondissement de Dunkerque
| Commune           | cimetière                                                                                   |
| ----------------- | ------------------------------------------------------------------------------------------- |
| Arnèke            | Arneke British Cemetery                                                                     |
| Bailleul          | Bailleul Communal Cemetery And Extension Outtersteene Communal Cemetery Extension           |
| Borre             | Borre British Cemetery                                                                      |
| Caëstre           | Caestre Military Cemetery Le Peuplier Military Cemetery                                     |
| Dunkerque         | Dunkerque Town Cemetery (nl)                                                                |
| Ebblinghem        | Ebblinghem Military Cemetery                                                                |
| Esquelbecq        | Esquelbecq Military Cemetery (nl)                                                           |
| Estaires          | Estaires Communal Cemetery and Extension                                                    |
| Flêtre            | Bertenacre Military Cemetery (nl)                                                           |
| Godewaersvelde    | Godewaersvelde British Cemetery                                                             |
| La Gorgue         | Pont du Hem Military Cemetery La Gorgue Communal Cemetery Laventie Military Cemetery        |
| Ledringhem        | Ledringhem churchyard                                                                       |
| Haverskerque      | Haverskerque British Cemetery                                                               |
| Hazebrouck        | Cinq Rues British Cemetery Hazebrouck Communal Cemetery La Kreule Military Cemetery         |
| Merville          | Merville Communal Cemetery and Extension                                                    |
| Méteren           | Meteren Military Cemetery                                                                   |
| Morbecque         | Le Grand Hazard Military Cemetery Morbecque British Cemetery                                |
| Nieppe            | Nieppe Communal Cemetery Pont-D'Achelles Military Cemetery Pont-de-Nieppe Communal Cemetery |
| Quaëdypre         | Croix-Rouge Military Cemetery                                                               |
| Saint-Jans-Cappel | Mont Noir Military Cemetery                                                                 |
| Steenwerck        | Croix-du-Bac British Cemetery Le Grand Beaumart British Cemetery Trois Arbres Cemetery      |
| Thiennes          | Tannay British Cemetery Thiennes British Cemetery                                           |
| Vieux-Berquin     | Aval Wood Military Cemetery Nieppe Bois (Rue du Bois) British Cemetery                      |
| Zuydcoote         | Zuydcoote Military Cemetery                                                                 |

#### Arrondissement de Lille
| Commune                   | cimetière |
| ------------------------- | --- |
| Armentières               | Cité Bonjean Military Cemetery |
| Aubers                    | Aubers Ridge British Cemetery |
| Bois-Grenier              | Bois-Grenier Communal Cemetery Brewery Orchard Cemetery White City Cemetery Y Farm Military Cemetery |
| La Chapelle-d'Armentières | Chapelle-d'Armentières New Military Cemetery Chapelle-d'Armentières Old Military Cemetery Desplanque Farm Cemetery La Chapelle-d'Armentières Communal Cemetery Ration Farm Military Cemetery X Farm Cemetery |
| Don                       | Don Communal Cemetery (nl) |
| Erquinghem-Lys            | Erquinghem-Lys Churchyard Extension Suffolk Cemetery, La Rolanderie Farm |
| Fromelles                 | Fromelles Australian Mémorial Park V.C. Corner Australian Cemetery Pheasant Wood Military Cemetery |
| Houplines                 | Ferme Buterne Military Cemetery Houplines Communal Cemetery Extension |
| Lille                     | Lille Southern Cemetery |
| Phalempin                 | Phalempin Communal Cemetery |
| Saint-André-lez-Lille     | St.André Communal Cemetery |
| Tourcoing                 | Tourcoing (Pont-Neuville) Communal Cemetery |
| Villeneuve-d'Ascq         | Cimetière d'Ascq |
| Willems                   | Cimetière communal |

#### Arrondissement de Valenciennes
| Commune                 | cimetière                                       |
| ----------------------- | ----------------------------------------------- |
| Aulnoy-lez-Valenciennes | Aulnoy Communal Cemetery                        |
| Avesnes-le-Sec          | Avesnes-le-Sec Communal Cemetery Extension      |
| Condé-sur-l'Escaut      | Conde-sur-l'Escaut Communal Cemetery            |
| Denain                  | Denain Communal Cemetery                        |
| Famars                  | Famars Communal Cemetery Extension              |
| Haspres                 | Haspres Coppice Cemetery York Cemetery, Haspres |
| Maing                   | Maing Communal Cemetery Extension               |
| Préseau                 | Preseau Communal Cemetery Extension             |
| Sebourg                 | Sebourg British Cemetery                        |
| Thiant                  | Thiant Communal Cemetery                        |
| Valenciennes            | Valenciennes (St-Roch) Communal Cemetery        |
| Verchain-Maugré         | Verchain-Maugré British Cemetery                |

### Oise

#### Arrondissement de Beauvais
| Commune  | cimetière                            |
| -------- | ------------------------------------ |
| Blargies | Blargies Communal Cemetery Extension |

#### Arrondissement de Compiègne
| Commune   | cimetière                        |
| --------- | -------------------------------- |
| Compiègne | Nécropole nationale de Royallieu |
| Noyon     | Noyon New British Cemetery       |

#### Arrondissement de Senlis
| Commune  | cimetière                       |
| -------- | ------------------------------- |
| Verberie | Nécropole nationale de Verberie |

### Pas de Calais

#### Arrondissement d'Arras
| Commune                    | cimetière |
| -------------------------- | --- |
| Ablain-Saint-Nazaire       | Sucrerie Cemetery |
| Achicourt                  | Achicourt Road Cemetery |
| Achiet-le-Grand            | Achiet-le-Grand Communal Cemetery Extension |
| Agny                       | Agny Military Cemetery |
| Anzin-Saint-Aubin          | Anzin-St.Aubin British Cemetery |
| Arleux-en-Gohelle          | Orchard Dump Cemetery |
| Arras                      | Faubourg d'Amiens British Cemetery, The Arras Mémorial And The Flying Services Mémorial                                                                                             |
| Athies                     | Cimetière militaire du Point-du-Jour Athies Communal Cemetery Extension |
| Aubigny-en-Artois          | Aubigny Communal Cemetery Extension |
| Averdoingt                 | Ligny-St. Flochel British Cemetery (nl) |
| Avesnes-le-Comte           | Avesnes-le-Comte Communal Cemetery Extension (nl) |
| Ayette                     | Ayette British Cemetery (nl) Ayette Indian And Chinese Cemetery |
| Bailleulval                | Bac-du-Sud British Cemetery, Bailleulval |
| Bailleul-Sir-Berthoult     | Albuera Cemetery |
| Bancourt                   | Bancourt British Cemetery |
| Bapaume                    | Bapaume Australian Cemetery |
| Basseux                    | De Cusine Ravine British Cemetery, Basseux |
| Beaulencourt               | Thilloy Road Cemetery, Beaulencourt |
| Beaumetz-lès-Cambrai       | Beaumetz Cross Roads Cemetery Beaumetz-les-Cambrai Military Cemetery N°1 |
| Beaurains                  | Beaurains Road Cemetery |
| Beauvoir-Wavans            | Wavans British Cemetery (nl) |
| Berles-au-Bois             | Berles-au-Bois Churchyard Extension Berles-au-Bois New Military Cemetery Berles Position Military Cemetery                                                                          |
| Bertincourt                | Bertincourt Chateau British Cemetery |
| Beugny                     | Delsaux Farm Cemetery Red Cross Corner Cemetery |
| Bienvillers-au-Bois        | Bienvillers Military Cemetery |
| Boisleux-Saint-Marc        | Sunken Road Cemetery |
| Bourlon                    | Bourlon Wood Cemetery |
| Boyelles                   | Boyelles Communal Cemetery Extension |
| Brebières                  | Brebières British Cemetery |
| Bucquoy                    | Bucquoy Communal Cemetery Extension Queens Cemetery (Bucquoy) Quesnoy Farm Military Cemetery Shrine Cemetery, Bucquoy                                                               |
| Buissy                     | Queant Road Cemetery |
| Cagnicourt                 | Cagnicourt British Cemetery |
| Chérisy                    | Quebec Cemetery Sun Quarry Cemetery |
| Couin                      | Couin British Cemetery Couin New British Cemetery |
| Courcelles-le-Comte        | Railway Cutting Cemetery Warry Copse Cemetery |
| Croisilles                 | Croisilles British Cemetery Croisilles Railway Cemetery Summit Trench Cemetery |
| Dainville                  | Dainville British Cemetery |
| Douchy-lès-Ayette          | Douchy-lès-Ayette British Cemetery |
| Duisans                    | Louez Military Cemetery |
| Dury                       | Dury Crucifix Cemetery Dury Mill British Cemetery |
| Écoust-Saint-Mein          | Écoust Military Cemetery Écoust-Saint-Mein British Cemetery H.A.C. Cemetery L'Homme Mort British Cemetery                                                                           |
| Épinoy                     | Sucrerie Cemetery, Épinoy |
| Ervillers                  | Ervillers Military Cemetery |
| Éterpigny                  | Eterpigny British Cemetery |
| Étrun                      | Duisans British Cemetery |
| Fampoux                    | Crump Trench British Cemetery Fampoux British Cemetery Happy Valley British Cemetery Level Crossing Cemetery Sunken Road Cemetery                                                   |
| Favreuil                   | Favreuil British Cemetery |
| Feuchy                     | Feuchy British Cemetery Orange Hill Cemetery (Feuchy) |
| Ficheux                    | Bucquoy Road Cemetery |
| Fillièvres                 | Fillievres British Cemetery |
| Foncquevillers             | Foncquevillers Military Cemetery Gommecourt Wood New Cemetery, Foncquevillers |
| Frévent                    | St.Hilaire Cemetery St.Hilaire Cemetery Extension |
| Gavrelle                   | Chili Trench Cemetery Naval Trench Cemetery |
| Givenchy-en-Gohelle        | Mémorial de Vimy (mémorial canadien) |
| Gomiécourt                 | Gomiécourt South Cemetery |
| Gouy-en-Artois             | Gouy-en-Artois Communal Cemetery Extension |
| Graincourt-lès-Havrincourt | Sucrerie British Cemetery Sanders Keep Military Cemetery |
| Grévillers                 | Grevillers British Cemetery |
| Guémappe                   | Guemappe British Cemetery Tank Cemetery |
| Habarcq                    | Habarcq Communal Cemetery Extension |
| Hannescamps                | Hannescamps New Military Cemetery |
| Haute-Avesnes              | Haute-Avesnes British Cemetery |
| Havrincourt                | Grand Ravine British Cemetery Lowrie Cemetery |
| Hébuterne                  | Gommecourt British Cemetery N°2 Hebuterne Communal Cemetery Hebuterne Military Cemetery Owl Trench Cemetery Railway Hollow Cemetery Rossignol Wood Cemetery Serre Road Cemetery N°2 |
| Hendecourt-lès-Cagnicourt  | Dominion Cemetery Upton Wood Cemetery |
| Hénin-sur-Cojeul           | Hénin Communal Cemetery Extension Hénin Crucifix Cemetery |
| Héninel                    | Bootham Cemetery, Héninel Chérisy Road East Cemetery Cuckoo Passage Cemetery Héninel Communal Cemetery Extension Héninel-Croisilles Road Cemetery Rookery British Cemetery          |
| Hermies                    | Hermies British Cemetery Hermies Hill British Cemetery |
| Humbercamps                | Humbercamps Communal Cemetery Extension |
| Inchy-en-Artois            | Triangle Cemetery |
| Lagnicourt-Marcel          | Lagnicourt Hedge Cemetery |
| Lebucquière                | Lebucquière Communal Cemetery Extension |
| Léchelle                   | Five Points Cemetery, Léchelle |
| Ligny-Thilloy              | Beaulencourt British Cemetery |
| Ligny-sur-Canche           | Ligny-sur-Canche British Cemetery |
| Marœuil                    | Maroeuil British Cemetery |
| Marquion                   | Quarry Cemetery |
| Martinpuich                | Martinpuich British Cemetery |
| Metz-en-Couture            | Metz-en-Couture Communal Cemetery British Extension |
| Monchy-le-Preux            | Monchy British Cemetery Orange Trench Cemetery Windmill British Cemetery |
| Mont-Saint-Éloi            | Ecoivres Military Cemetery |
| Morchies                   | Morchies Australian Cemetery Morchies Military Cemetery |
| Morval                     | Morval British Cemetery |
| Mory                       | Mory Abbey Military Cemetery |
| Neuville-Bourjonval        | Neuville-Bourjonval British Cemetery |
| Neuville-Saint-Vaast       | Canadian Cemetery N°2 Givenchy Road Canadian Cemetery La Targette British Cemetery                                                                                                  |
| Neuville-Vitasse           | London Cemetery Neuville-Vitasse Road Cemetery |
| Noreuil                    | Noreuil Australian Cemetery |
| Pernes                     | Pernes British Cemetery |
| Puisieux                   | Luke Copse British Cemetery Queens Cemetery, Puisieux Serre Road Cemetery N°1 Serre Road Cemetery N°3 Ten Tree Alley Cemetery                                                       |
| Quéant                     | Queant Communal Cemetery British Extension |
| Riencourt-lès-Bapaume      | Manchester Cemetery |
| Rivière                    | Bellacourt Military Cemetery, Rivière Le Fermont Military Cemetery, Rivière |
| Roclincourt                | Arras Road Cemetery Highland Cemetery (Roclincourt) Roclincourt Military Cemetery Roclincourt Valley Cemetery                                                                       |
| Rœux                       | Brown's Copse Cemetery Roeux British Cemetery |
| Ruyaulcourt                | Ruyaulcourt Military Cemetery |
| Sailly-au-Bois             | Sailly-au-Bois Military Cemetery |
| Sains-lès-Marquion         | Quarry Wood Cemetery, Sains-lès-Marquion Sains-lès-Marquion British Cemetery Ontario Cemetery, Sains-lès-Marquion                                                                   |
| Saint-Amand                | St.Amand British Cemetery |
| Saint-Laurent-Blangy       | Bailleul Road East Cemetery Bailleul Road West Cemetery Hervin Farm British Cemetery Mindel Trench British Cemetery                                                                 |
| Saint-Léger                | Mory Street Military Cemetery (Saint-Léger) Saint-Léger British Cemetery |
| Saint-Martin-sur-Cojeul    | Cojeul British Cemetery Saint-Martin Calvaire British Cemetery |
| Saint-Pol-sur-Ternoise     | St.Pol British Cemetery St.Pol Communal Cemetery Extension |
| Saint-Nicolas              | St.Nicolas British Cemetery |
| Sainte-Catherine           | Ste.Catherine British Cemetery |
| Sauchy-Cauchy              | Sauchy-Cauchy Communal Cemetery Extension |
| Sauchy-Lestrée             | Chapel Corner Cemetery |
| Saulty                     | Warlencourt Halte British Cemetery |
| Souchez                    | Cabaret Rouge British Cemetery Givenchy-en-Gohelle Canadian Cemetery Zouave Valley Cemetery                                                                                         |
| Thélus                     | Bois-Carré British Cemetery Lichfield Crater Nine Elms Military Cemetery, Thélus Zivy Crater Thélus Military Cemetery                                                               |
| Tilloy-lès-Mofflaines      | Bunyans Cemetery Gourock Trench Cemetery Houdain Lane Cemetery Tilloy British Cemetery                                                                                              |
| Trescault                  | Ribécourt Road Cemetery |
| Vaulx-Vraucourt            | Vaulx Hill Cemetery Vaulx Australian Field Ambulance Cemetery Vraucourt Copse Cemetery                                                                                              |
| Villers-au-Bois            | Villers Station Cemetery |
| Vimy                       | La Chaudière Military Cemetery Petit Vimy British Cemetery |
| Vis-en-Artois              | Valley Cemetery Vis-en-Artois British Cemetery Vis-en-Artois Mémorial |
| Wailly                     | Wailly Orchard Cemetery |
| Wancourt                   | Feuchy Chapel British Cemetery Hibers Trench Cemetery Tigris Lane Cemetery Wancourt British Cemetery                                                                                |
| Wanquetin                  | Wanquetin Communal Cemetery Extension |
| Warlencourt-Eaucourt       | Warlencourt British Cemetery |
| Willerval                  | Beehive Cemetery |

#### Arrondissement de Béthune
| Commune                | cimetière |
| ---------------------- | --- |
| Barlin                 | Barlin Communal Cemetery Extension |
| Béthune                | Béthune Town Cemetery |
| Beuvry                 | Beuvry Communal Cemetery Beuvry Communal Cemetery Extension Gorre British and Indian Cemetery                                                                 |
| Bruay-la-Buissière     | Bruay Communal Cemetery Extension |
| Cambrin                | Cambrin Churchyard Extension Cambrin Military Cemetery |
| Chocques               | Chocques Military Cemetery |
| La Couture             | Vieille Chapelle New Military Cemetery Zelobes Indian Cemetery                                                                                                |
| Cuinchy                | Cuinchy Communal Cemetery Guard's Cemetery, Windy Corner Woburn Abbey Cemetery                                                                                |
| Estrée-Cauchy          | Quatre Vents Military Cemetery |
| Festubert              | Brown's Road Military Cemetery Post Office Rifles Cemetery |
| Fleurbaix              | Le Trou Aid Post Cemetery Rue David Military Cemetery Rue du Bois Military Cemetery Rue Petillon Military Cemetery                                            |
| Fouquières-lès-Béthune | Fouquieres Churchyard Extension |
| Gonnehem               | Gonnehem British Cemetery Mont-Bernanchon British Cemetery |
| Haisnes                | Bois-Carré Military Cemetery Ninth Avenue Cemetery St.Mary's Advanced Dressing Station Cemetery                                                               |
| Hinges                 | Hinges Military Cemetery Le Vertannoy British Cemetery |
| Houchin                | Houchin British Cemetery |
| Labeuvrière            | Sandpits British Cemetery |
| Lapugnoy               | Lapugnoy Military Cemetery |
| Laventie               | Euston Post Cemetery Fauquissart Military Cemetery Royal Irish Rifles Graveyard Rue du Bacquerot n°1 Military Cemetery Rue du Bacquerot 13th London Graveyard |
| Lillers                | Lillers Communal Cemetery and Extension |
| Neuve-Chapelle         | Neuve-Chapelle British Cemetery Neuve-Chapelle Farm Cemetery                                                                                                  |
| Nœux-les-Mines         | Noeux-les-Mines Communal Cemetery And Extension |
| Richebourg             | Le Touret Military Cemetery Le Touret Memorial Neuve-Chapelle Indian Mémorial Rue des Berceaux Military Cemetery St.Vaast Post Military Cemetery              |
| Robecq                 | St.Venant-Robecq Road British Cemetery |
| Sailly-Labourse        | Sailly-Labourse Communal Cemetery Sailly-Labourse Communal Cemetery Extension                                                                                 |
| Sailly-sur-la-Lys      | Anzac Cemetery Sailly-sur-la-Lys Canadian Cemetery Sailly-sur-la-Lys Churchyard                                                                               |
| Saint-Venant           | St.Venant Communal Cemetery |
| Vermelles              | Quarry Cemetery Vermelles British Cemetery |

#### Arrondissement de Boulogne-sur-Mer
| Commune               | cimetière                             |
| --------------------- | ------------------------------------- |
| Boulogne-sur-Mer      | Boulogne Eastern Cemetery             |
| Saint-Martin-Boulogne | Meerut Military Cemetery              |
| Saint-Étienne-au-Mont | St.Etienne-au-Mont Communal Cemetery  |
| Wimereux              | Wimereux Communal Cemetery            |
| Wimille               | Terlincthun British Cemetery, Wimille |

#### Arrondissement de Calais
| Commune  | cimetière                      |
| -------- | ------------------------------ |
| Calais   | Calais Southern Cemetery       |
| Sangatte | Les Baraques Military Cemetery |

#### Arrondissement de Lens
| Commune          | cimetière |
| ---------------- | --- |
| Aix-Noulette     | Aix-Noulette Communal Cemetery Extension Bois-de-Noulette British Cemetery Tranchée de Mecknes Cemetery           |
| Bully-les-Mines  | Bully-Grenay Communal Cemetery, British Extension Bully-Grenay Communal Cemetery, French Extension                |
| Carvin           | Carvin Communal Cemetery                                                                                          |
| Grenay           | Maroc British Cemetery                                                                                            |
| Hersin-Coupigny  | Hersin Communal Cemetery Extension                                                                                |
| Liévin           | Lievin Communal Cemetery                                                                                          |
| Loos-en-Gohelle  | Dud Corner Cemetery & le mémorial de Loos Loos British Cemetery St. Patrick's Cemetery                            |
| Mazingarbe       | Fosse 7 Military Cemetery (Quality Street) Philosophe British Cemetery Mazingarbe Communal Cemetery and Extension |
| Sains-en-Gohelle | Fosse n°10 Communal Cemetery Extension                                                                            |

#### Arrondissement de Montreuil
| Commune                | cimetière                       |
| ---------------------- | ------------------------------- |
| Étaples                | Etaples Military Cemetery       |
| Huby-Saint-Leu         | Huby-St.Leu British Cemetery    |
| Le Touquet-Paris-Plage | Le Touquet-Paris-Plage Cemetery |

#### Arrondissement de Saint-Omer
| Commune         | cimetière                      |
| --------------- | ------------------------------ |
| Aire-sur-la-Lys | Aire Communal Cemetery         |
| Éperlecques     | Bleue-Maison Military Cemetery |
| Saint-Omer      | Longuenesse Souvenir Cemetery  |
| Ruminghem       | Ruminghem Chinese Cemetery     |

### Bas-Rhin

#### Arrondissement de Molsheim
| Commune | cimetière                                                      |
| ------- | -------------------------------------------------------------- |
| Plaine  | Cimetière National de Plaine - Plaine French National Cemetery |

### Rhône

#### Arrondissement de Lyon
| Commune                    | cimetière                                              |
| -------------------------- | ------------------------------------------------------ |
| Saint-Germain-au-Mont-d'Or | Saint-Germain-au-Mont-d'Or Communal Cemetery Extension |

### Sarthe

#### Arrondissement du Mans
| Commune | cimetière             |
| ------- | --------------------- |
| Le Mans | Le Mans West Cemetery |

### Seine-Maritime

#### Arrondissement de Dieppe
| Commune            | cimetière                                                |
| ------------------ | -------------------------------------------------------- |
| Arques-la-Bataille | Arques-la-Bataille British Cemetery                      |
| Dieppe             | Janval Cemetery                                          |
| Hautot-sur-Mer     | Dieppe Canadian War Cemetery                             |
| Le Tréport         | Le Treport Military Cemetery Mont Huon Military Cemetery |

#### Arrondissement du Havre
| Commune  | cimetière                        |
| -------- | -------------------------------- |
| Étretat  | Etretat Churchyard And Extension |
| Le Havre | Ste.Marie Cemetery               |

#### Arrondissement de Rouen
| Commune        | cimetière                                                                   |
| -------------- | --------------------------------------------------------------------------- |
| Bois-Guillaume | Bois-Guillaume Communal Cemetery Bois-Guillaume Communal Cemetery Extension |
| Rouen          | St.Sever Cemetery St.Sever Cemetery Extension                               |

### Seine-et-Marne

#### Arrondissement de Meaux
| Commune               | cimetière                                         |
| --------------------- | ------------------------------------------------- |
| La Ferté-sous-Jouarre | Mémorial britannique de La Ferté-sous-Jouarre     |
| Signy-Signets         | Perreuse Château Franco-British National Cemetery |

### Yvelines

#### Arrondissement de Versailles
| Commune    | cimetière            |
| ---------- | -------------------- |
| Versailles | Les Gonards Cemetery |

### Somme

#### Arrondissement d'Abbeville
| Commune                  | cimetière                                       |
| ------------------------ | ----------------------------------------------- |
| Abbeville                | Abbeville Communal Cemetery and Extension       |
| Longpré-les-Corps-Saints | Longpré-les-Corps-Saints British Cemetery       |
| Noyelles-sur-Mer         | Cimetière chinois de Nolette à Noyelles-sur-Mer |
| Pont-Remy                | Pont-Remy British Cemetery                      |
| Saint-Riquier            | Saint-Riquier British Cemetery                  |

#### Arrondissement d'Amiens
| Commune               | cimetière |
| --------------------- | --- |
| Acheux-en-Amiénois    | Acheux British Cemetery                                                                                           |
| Allonville            | Allonville Communal Cemetery                                                                                      |
| Amiens                | Cimetière militaire du Faubourg Saint-Pierre                                                                      |
| Aubigny               | Aubigny British Cemetery                                                                                          |
| Bavelincourt          | Bavelincourt Communal Cemetery                                                                                    |
| Beauval               | Beauval Communal Cemetery                                                                                         |
| Bertrancourt          | Bertrancourt Military Cemetery                                                                                    |
| Blangy-Tronville      | Blangy-Tronville Communal Cemetery                                                                                |
| Bonnay                | Bonnay Communal Cemetery Extension                                                                                |
| Boves                 | Boves West Communal Cemetery And Extension                                                                        |
| Colincamps            | Euston Road Cemetery Sucrerie Military Cemetery, Colinchamps                                                      |
| Contay                | Contay British Cemetery                                                                                           |
| Corbie                | Corbie Communal Cemetery and Extension La Neuville British Cemetery La Neuville Communal Cemetery                 |
| Courcelles-au-Bois    | Courcelles-au-Bois Communal Cemetery Extension                                                                    |
| Crouy-Saint-Pierre    | Crouy British Cemetery                                                                                            |
| Daours                | Daours Communal Cemetery Extension                                                                                |
| Doullens              | Doullens Communal Cemetery Extension No.1 Doullens Communal Cemetery Extension N°2                                |
| Fienvillers           | Fienvillers British Cemetery                                                                                      |
| Fouilloy              | Villers-Bretonneux Military Cemetery                                                                              |
| Franvillers           | Franvillers Communal Cemetery Extension                                                                           |
| Fréchencourt          | Fréchencourt Communal Cemetery                                                                                    |
| Gézaincourt           | Bagneux British Cemetery Gézaincourt Communal Cemetery Extension                                                  |
| Halloy-lès-Pernois    | Pernois British Cemetery                                                                                          |
| Harponville           | Harponville Communal Cemetery Extension                                                                           |
| Longueau              | Longueau British Cemetery                                                                                         |
| Louvencourt           | Cimetière militaire britannique de Louvencourt                                                                    |
| Mailly-Maillet        | Mailly-Maillet Communal Cemetery Extension Mailly Wood Cemetery                                                   |
| Marcelcave            | Wood Cemetery |
| Montigny-sur-l'Hallue | Montigny Communal Cemetery                                                                                        |
| Namps-Maisnil         | Namps-au-Val British Cemetery                                                                                     |
| Picquigny             | Picquigny British Cemetery                                                                                        |
| Puchevillers          | Puchevillers British Cemetery                                                                                     |
| Querrieu              | Querrieu British Cemetery                                                                                         |
| Ribemont-sur-Ancre    | Ribemont Communal Cemetery Extension                                                                              |
| Vignacourt            | Vignacourt British Cemetery                                                                                       |
| Villers-Bocage        | Villers-Bocage Communal Cemetery Extension                                                                        |
| Villers-Bretonneux    | Mémorial national australien de Villers-Bretonneux Adelaïde Cemetery, Villers-Bretonneux Crucifix Corner Cemetery |
| Warloy-Baillon        | Warloy-Baillon Communal Cemetery Extension                                                                        |

#### Arrondissement de Montdidier
| Commune               | cimetière                                                         |
| --------------------- | ----------------------------------------------------------------- |
| Beaucourt-en-Santerre | Beaucourt British Cemetery                                        |
| Bouchoir              | Bouchoir New British Cemetery                                     |
| Caix                  | Caix British Cemetery Manitoba Cemetery, Caix                     |
| Cayeux-en-Santerre    | Cayeux Military Cemetery                                          |
| Démuin                | Démuin British Cemetery Toronto Cemetery, Démuin                  |
| Domart-sur-la-Luce    | Hourges Orchard Cemetery                                          |
| Fouquescourt          | Fouquescourt British Cemetery                                     |
| Hangard               | Hangard Communal Cemetery Extension Hangard Wood British Cemetery |
| Harbonnières          | Cimetière militaire britannique d'Harbonnières                    |
| Le Quesnel            | Hillside Cemetery Le Quesnel Communal Cemetery Extension          |
| Mézières-en-Santerre  | Mezières Communal Cemetery Extension                              |
| Moreuil               | Moreuil Communal Cemetery Allied Extension                        |
| Rosières-en-Santerre  | Rosières British Cemetery Rosières Communal Cemetery Extension    |
| Roye                  | Roye New British Cemetery                                         |
| Vrely                 | Vrely Communal Cemetery Extension                                 |
| Warvillers            | Warvillers Churchyard Extension                                   |

#### Arrondissement de Péronne
| Commune               | cimetière |
| --------------------- | --- |
| Albert                | Albert Communal Cemetery Extension Bapaume Post Military Cemetery, Albert Bouzincourt Ridge Cemetery, Albert |
| Assevillers           | Assevillers New British Cemetery |
| Auchonvillers         | Auchonvillers Military Cemetery Hawthorn Ridge Cemetery N°1 Hawthorn Ridge Cemetery N°2 |
| Authuille             | Authuille Military Cemetery Blighty Valley Cemetery Lonsdale Cemetery |
| Aveluy                | Aveluy Communal Cemetery Extension |
| Bazentin              | Bazentin-le-Petit Communal Cemetery Extension Bazentin-le-Petit Military Cemetery |
| Beaumont-Hamel        | Mémorial terre-neuvien de Beaumont-Hamel Ancre British Cemetery Beaumont-Hamel British Cemetery Frankfurt Trench British Cemetery Hamel Military Cemetery Hunter's Cemetery Munich Trench British Cemetery New Munich Trench British Cemetery Redan Ridge Cemetery No1 Redan Ridge Cemetery No2 Redan Ridge Cemetery No3 Waggon Road Cemetery Y Ravine Cemetery |
| Bécordel-Bécourt      | Bécourt Military Cemetery Dartmoor Cemetery Norfolk Cemetery |
| Bouzincourt           | Bouzincourt Communal Cemetery Extension |
| Bray-sur-Somme        | Bray Hill British Cemetery Bray Military Cemetery Bray Vale British Cemetery Bronfay Farm Military Cemetery |
| Brie                  | Brie British Cemetery |
| Carnoy                | Carnoy Military Cemetery |
| Cerisy                | Nécropole nationale de Cerisy-Gailly Cerisy-Gailly Military Cemetery |
| Chipilly              | Chipilly Communal Cemetery |
| Combles               | Combles Communal Cemetery Extension Guards' Cemetery, Combles |
| Contalmaison          | 2nd Canadian Cemetery, Sunken Road Contalmaison Chateau Cemetery Sunken Road Cemetery |
| Courcelette           | Courcelette British Cemetery |
| Dernancourt           | Dernancourt Communal Cemetery Dernancourt Communal Cemetery Extension |
| Doingt                | Doingt Communal Cemetery Extension |
| Englebelmer           | Englebelmer Communal Cemetery Englebelmer Communal Cemetery Extension |
| Ennemain              | Ennemain Communal Cemetery Extension |
| Épehy                 | Domino British Cemetery, Épehy Épehy Wood Farm Cemetery Pigeon Ravine Cemetery |
| Étinehem              | Nécropole nationale de la Cote 80 |
| Étricourt-Manancourt  | Rocquigny-Équancourt Road British Cemetery |
| Flers                 | A.I.F. Burial Ground Bulls Road Cemetery, Flers |
| Forceville            | Forceville Communal Cemetery and Extension |
| Fricourt              | Citadel New Military Cemetery, Fricourt Fricourt British Cemetery (Bray Road) Fricourt New Military Cemetery Peake Wood Cemetery, Fricourt Point 110 New Military Cemetery, Fricourt Point 110 Old Military Cemetery, Fricourt |
| Grandcourt            | Grandcourt Road Cemetery Regina Trench Cemetery Stump Road Cemetery |
| Guillemont            | Guillemont Road Cemetery |
| Guyencourt-Saulcourt  | Saulcourt Churchyard Extension |
| Hancourt              | Hancourt British Cemetery |
| Hédauville            | Hédauville Communal Cemetery Extension |
| Hem-Monacu            | Hem Farm Military Cemetery |
| Herbécourt            | Herbécourt British Cemetery |
| Heudicourt            | Heudicourt Communal Cemetery Extension |
| Longueval             | Mémorial national néo-zélandais de Longueval Caterpillar Valley Cemetery Mémorial national sud-africain du bois Delville Delville Wood Cemetery London Cemetery and Extension, High Wood Longueval Road Cemetery Thistle Dump Cemetery, High Wood |
| Mametz                | Mémorial à la 38e division galloise Dantzig Alley British Cemetery Devonshire Cemetery Flatiron Copse Cemetery Gordon Cemetery |
| Maricourt             | Peronne Road Cemetery |
| Méaulte               | Grove Town Cemetery Méaulte Méaulte Military Cemetery |
| Méricourt-l'Abbé      | Heilly Station Cemetery Mericourt-l'Abbé Communal Cemetery Extension |
| Mesnil-Martinsart     | Aveluy Wood Cemetery (Mesnil-Martinsart) Knightsbridge Cemetery Mesnil Communal Cemetery Extension Mesnil Ridge Cemetery Martinsart British Cemetery |
| Millencourt           | Millencourt Communal Cemetery Extension |
| Miraumont             | Adanac Military Cemetery, Miraumont |
| Montauban-de-Picardie | Bernafay Wood british Cemetery Quarry Cemetery |
| Morlancourt           | Morlancourt British Cemetery N°1 Morlancourt British Cemetery N°2 |
| Muille-Villette       | Ham British Cemetery |
| Nesle                 | Nesle Communal Cemetery |
| Ovillers-la-Boisselle | Gordon Dump Cemetery Ovillers Military Cemetery |
| Pargny                | Pargny British Cemetery |
| Péronne               | Monument aux morts australien du mont Saint-Quentin La Chapellette British And Indian Cemetery Cimetière militaire britannique de Péronne |
| Pozières              | Mémorial de Pozières (cimetière des Colonnes) |
| Rancourt              | Rancourt British Cemetery |
| Roisel                | Roisel Communal Cemetery Extension |
| Ronssoy               | Ronssoy Communal Cemetery |
| Sailly-Laurette       | Beacon Cemetery |
| Sailly-le-Sec         | Dive Copse British Cemetery |
| Sailly-Saillisel      | Sailly-Saillisel British Cemetery |
| Senlis-le-Sec         | Senlis Communal Cemetery Extension Nécropole nationale de Senlis-le-Sec |
| Sorel                 | Fins New British Cemetery |
| Suzanne               | Suzanne Communal Cemetery Extension Suzanne Military Cemetery n°3 |
| Templeux-le-Guérard   | Templeux-le-Guérard British Cemetery Templeux-le-Guérard Communal Cemetery Extension |
| Thiepval              | Mémorial de Thiepval Cimetière militaire franco-britannique de Thiepval Tour d'Ulster (mémorial de la 36e division irlandaise) Connaught Cemetery Mill Road Cemetery |
| Tincourt-Boucly       | Tincourt New British Cemetery |
| Varennes              | Varennes Military Cemetery |
| Ville-sur-Ancre       | Ville-sur-Ancre Communal Cemetery Extension |
| Villers-Faucon        | Sainte-Emilie Valley Cemetery Villers-Faucon Communal Cemetery and Extension |

### Vosges

#### Arrondissement d'Épinal
| Commune  | cimetière                 |
| -------- | ------------------------- |
| Essegney | Charmes Military Cemetery |

### Seine-Saint-Denis

#### Arrondissement de Bobigny
| Commune | cimetière                    |
| ------- | ---------------------------- |
| Pantin  | Cimetière parisien de Pantin |